# Beside u jatu
Beside u jatu su hrvatska književna manifestacija. 
Održava se svake godine u Barbanu. Prvi su održani 2011. godine. Susret je hrvatskih pjesnika iz Barbana. Inicijator susreta je Denis Kontošić. Manifestaciju organiziraju Općina Barban, Turistička zajednica Barban i KUD Barban.
Manifestacija se održava radi:
- očuvanja čakavskog narječja (čakavske beside)
- davanja šanse novim pjesnicima da u svojim stihovima progovore slobodom duha i tijela
- informiranja puka i kulturne pozornice o nekadašnjem življenju, običajima i ljepotama istarske zemlje

Nakon svakih susreta izdaje se Zbornik.
Na Besidama su sudjelovali Denis Kožljan, Marko Ivan Pekica i drugi.

## Vanjske poveznice
- Beside u jatu 1 – 12